# Hohe Straße 21 (Quedlinburg)

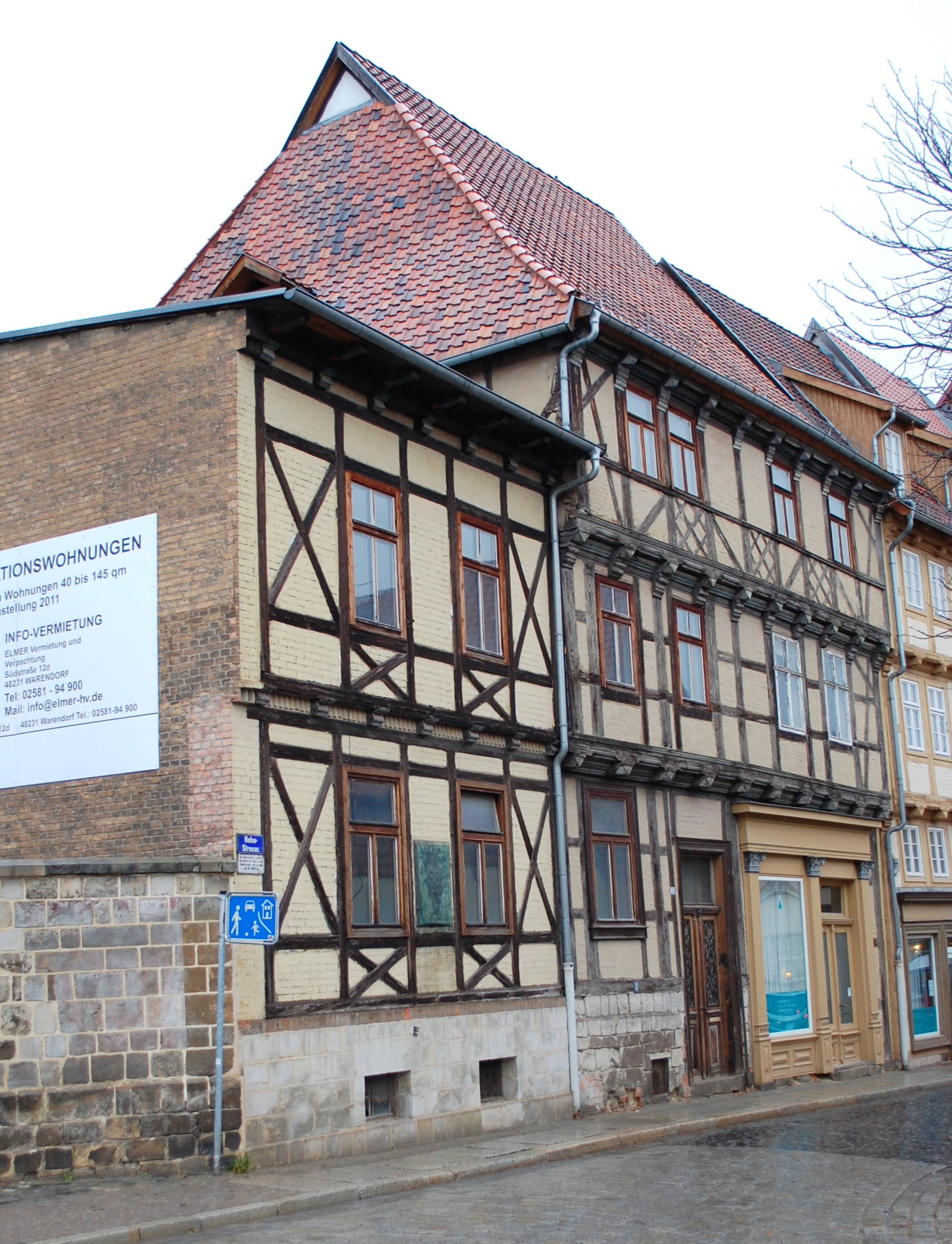
Haus Hohe Straße 21

Das Haus Hohe Straße 21 ist ein denkmalgeschütztes Gebäude in der Stadt Quedlinburg in Sachsen-Anhalt.

## Lage
Es befindet sich im Stadtgebiet westlich des Quedlinburger Marktplatzes am südlichen Ende der Hohen Straße und gehört zum UNESCO-Weltkulturerbe. Nördlich grenzt das gleichfalls denkmalgeschützte Haus Hohe Straße 22 an.

## Architektur und Geschichte
Das dreigeschossige Fachwerkhaus ist im Denkmalverzeichnis Quedlinburgs als Kaufmannshof eingetragen. Es wurde nach einer Bauinschrift im Jahr 1663 im Frühbarock durch den Zimmermeister Andreas Schröder gebaut. Auf ihn verweist die mit einem Wappen versehene Inschrift M. ANDREAS SCHRÖDER. Das Haupthaus ist mit einem hohen Walmdach bedeckt. Die Fachwerkfassade des Gebäudes ist im Stil der Bauzeit gestaltet und verfügt über profilierte Füllhölzer, rechteckige Kasstenfelder und mit Zierausmauerungen versehene Gefache. Die Stockschwelle ist mit Schiffskehlen verziert. Die Fachwerkfassade ist mit Rautenkreuzen und profilierten Knaggen. An den Gebäudeecken finden sich Halber-Mann-Figuren. Um das Jahr 1889 erfolgte ein Ladeneinbau. Aus dieser Zeit stammt auch die Haustür.
Südlich des Haupthauses erstreckt sich ein um das Jahr 1720 entstandener Gebäudeflügel. Die Gefache des Flügels sind mit Zierausmauerungen versehen.